# ソンバトヘイ - セントゴトハールド線
ソンバトヘイ - セントゴトハールド線（ハンガリー語: Szombathely–Szentgotthárd-vasútvonal）は、ハンガリー国鉄の鉄道線の名称である。路線番号は21。

## 歴史
1850年代中期にコンソーシアム企業はジェール - グラーツ間普通鉄道建設の目的で、グラーツで設立された。1872年9月1日この路線は治安上のおよび技術的な検証を経でセントコットハールト - ジャナファルヴァの国境線区間とともに開通された。その国境は現在ブルゲンラント州とシュタイアーマルク州の境界に当たる。
2006年12月ジェール・ショプロン・エーベンフルト鉄道はソンバトヘイ - セントゴットハールト区間の旅客列車の運営権を引き受けた。2009年10月から翌年12月までレールがソンバトヘイ駅から国境まで改修され、電圧25 kV、周波数50 Hzの電車線が完備された。許容速度は60~70 km/hから120 km/hに向上された。レールは軸荷重22.5トンに適合するよう設計されて、電気運転に相応う列車保安装置が採択された。

## 運行形態
特急と普通について説明する。

### 特急「インターシティ(IC)」
一日3往復の運行。下記2系統が運行している。
- ドラーヴァ号：　ブダペスト - ソンバトヘイ - セントゴトハールド - リュブリャナ
- ムラ号：　ブダペスト - ソンバトヘイ - セントゴトハールド - グラーツ
両系統が一日1往復ずつ、合計2往復の運行。ソンバトヘイ以東は16号線に、セントゴトハールド以西はオーストリア国鉄530号線に直通する。
2021年以前は「ラーバ」号の愛称で、一日1往復の運行であった。また、ソンバトヘイ - セントゴトハールド間はケルメンドのみの停車であった。
- サヴァリア号：　ブダペスト - ソンバトヘイ - セントゴトハールド
21号線では各駅に停車する。ソンバトヘイ以東は16号線に直通する。
2021年以前は、東行のみ「レープツェ」の愛称名であったが、2021年末に「ラーバ」に、2022年4月に上下とも「サヴァリア」で統一された。

### 普通
- ソンバトヘイ - セントゴトハールド
特急と合わせて、2時間に1本の運行。平日午後は毎時2本運行される時間帯もある。半数弱がソンバトヘイ以北15号線に直通し、ショプロン - ソンバトヘイ - セントゴトハールドの系統で運行する。
2020年以前は終日1-2時間に1本の運行であった。

## 駅一覧
以下では、ハンガリー国鉄15号線の駅と営業キロ、停車列車、接続路線などを一覧表で示す。
- 種別
  - IC：特急
  - S：普通
- 停車駅
  - ■印：全列車停車
  - ◑印：レープツェ号、サヴァリア号は停車、ラーバ号は通過
  - ｜印：全列車通過

| 路線名 | 駅名                         | 駅間営業キロ | 累計営業キロ | IC | S | 接続路線                               | 所在地     | 所在地               |
| ------ | ---------------------------- | ------------ | ------------ | -- | - | -------------------------------------- | ---------- | -------------------- |
| 21     | ソンバトヘイ駅               | -            | 0            | ■  | ■ | 15号線、16号線、17号線、18号線、20号線 | ヴァシュ県 | ソンバトヘイ郡       |
| 21     | ソンバトヘイ・セーレーシュ駅 | 4            | 4            | ■  | ■ |                                        | ヴァシュ県 | ソンバトヘイ郡       |
| 21     | ヤーク・バログニョム駅       | 5            | 9            | ■  | ■ |                                        | ヴァシュ県 | ソンバトヘイ郡       |
| 21     | エジハーザシュラードーツ駅   | 8            | 17           | ■  | ■ |                                        | ヴァシュ県 | ケルメンド郡         |
| 21     | ケルメンド駅                 | 9            | 26           | ■  | ■ |                                        | ヴァシュ県 | ケルメンド郡         |
| 21     | ホルヴァートナーダルヤ駅     | 4            | 30           | ■  | ■ |                                        | ヴァシュ県 | ケルメンド郡         |
| 21     | チャーカーニドロスロー駅     | 5            | 35           | ■  | ■ |                                        | ヴァシュ県 | ケルメンド郡         |
| 21     | ラートート駅                 | 5            | 40           | ■  | ■ |                                        | ヴァシュ県 | セントゴトハールド郡 |
| 21     | アルショーレネク駅           | 5            | 45           | ■  | ■ |                                        | ヴァシュ県 | セントゴトハールド郡 |
| 21     | ハリシュ駅                   | 7            | 52           | ■  | ■ |                                        | ヴァシュ県 | セントゴトハールド郡 |
| 21     | セントゴトハールド駅         | 1            | 53           | ■  | ■ | オーストリア国鉄530号線                | ヴァシュ県 | セントゴトハールド郡 |